# Et hjørne af smørhullet - sol over Schweiz
Et hjørne af smørhullet - sol over Schweiz er en dansk turistfilm fra 1988, der er instrueret af Aksel Hald-Christensen.

## Handling
Rejsefilmfotografen Aksel Hald-Christensen fortæller om ferielandet Schweiz, der især er kendt for sin chokolade, sine banker og sin neutralitet, men som også byder på en smuk og storslået natur.